# خدای جنگ ژائو یون
خدای جنگ ژائو یون (انگلیسی: God of War, Zhao Yun) همچنین با نام قهرمان چینی ژائو زیلونگ (انگلیسی: Chinese Hero Zhao Zilong)، منتشرشده با عنوان سلسله جنگجویان در اندونزی، یک مجموعهٔ تلویزیونی چینی ۲۰۱۶ به کارگردانی چنگ لیدونگ است. در این مجموعه بازیگرانی از سرزمین اصلی چین، تایوان و کره جنوبی؛ لین گنگشین، ایم یون آه و کیم جونگ-هون بازی کردند. این مجموعه تاحدودی از رمان کلاسیک چینی قرن چهاردهم به نام داستان عاشقانه سه پادشاهی با ژائو زیلونگ به عنوان شخصیت اصلی اقتباس شده‌است. این مجموعه از ۳ آوریل تا ۷ مه ۲۰۱۶ از هونان تلویژن پخش شد.

## بازیگران

### اصلی
- لین گنگشین در نقش ژائو زیلونگ
  - هوانگ تیان‌چی در نقش ژائو زیلونگ (کودکی)
- ایم یون آه در نقش شیاهو چینگ‌یی / ما یون‌لو
  - تائو یی‌شی در نقش شیاهو چینگ‌یی (کودکی)
- کیم جونگ-هون در نقش گائو زه
  - گائو ژن‌شوان در نقش گائو زه (کودکی)